# Francisca García
Francisca García Gutiérrez (Santiago de Chile, 1969) es una artista visual, cortometrajista, catedrática y curadora chilena que ha incursionado principalmente en el arte contemporáneo.

## Vida y obra
Estudió licenciatura en arte en la Pontificia Universidad Católica de Chile, que complementaría posteriormente en la Escuela de Cine de Chile.
En su trabajo mezcla el lenguaje cinematográfico con las artes visuales a través de la utilización de «escenas de cine clásico que congela a través de distintos medios como impresiones digitales de gran formato y realiza escenificaciones de fragmentos de films en los que crea nuevos espacios montados en forma artificial, jugando de esta manera con los conceptos de recreación, repetición, contemplación y permanencia de piezas fílmicas que al ser detenidas, pierden su fugacidad».
Exposiciones y distinciones
Ha participado en varias exposiciones individuales y colectivas durante su carrera, entre ellas la XI Bienal Internacional de Arte de Valparaíso (1994), la III Bienal de Vídeo y Artes Electrónicas realizada en el Museo de Arte Contemporáneo de Santiago (1997), la II y VII Bienal de Artes Visuales del Mercosur en Porto Alegre (1999 y 2009 respectivamente), las muestras Exterior, Diorama en el Centro Cultural Matucana 100 (2004), Mujeres en el Arte (1991), Circuito Abierto (1994) y Paisaje, Figura Humana, Bodegón, Una Revisión a la Fotografía Chilena Contemporánea (2006) en el Museo Nacional de Bellas Artes de Chile, Doméstico en el Museo de Arte Contemporáneo de Valdivia (1999) y Tandem en el Centro de Artes Visuales del Museo del Barro en Asunción (2002), entre otras exposiciones en Chile, Europa y América Latina.
El año 2005 recibió una nominación al Premio Altazor de las Artes Nacionales en la categoría instalación y videoarte por Interior, la prueba de la exposición Transformer.